# Jacques Lorenzi
Jacques Lorenzi, né le 31 octobre 1928 à Asnières-sur-Seine, et mort pour la France le 23 août 1944 à Aubervilliers, était un enfant de troupe, mort pendant les combats de la Libération de Paris en août 1944. Il a donné son nom à l'École des Pupilles de l'Air.

## Biographie
Jacques Lorenzi est né le 31 octobre 1928 à Asnières.
Alors qu'il n'a que 10 ans, son père, alors adjudant-chef mitrailleur de la 34e escadre de bombardement, trouve la mort en service aérien commandé, le 29 août 1938 à Saint-Alban, au cours d'une mission d'entraînement.
Jacques Lorenzi intègre en août 1941 l'Ecole des pupilles de l'air, en classe de 6e, dans la toute première promotion de cette école créée quelques mois auparavant.
La France est à ce moment en pleine guerre, et au cours d'une permission, l'élève Jacques Lorenzi décide de rejoindre un groupe de combat de la Résistance, dans lequel il attire l'attention de ses chefs par son dynamisme. Il est alors chargé de missions de liaison de plus en plus importantes lors des combats pour la libération de Paris. C'est au cours d'une de ces missions qu'il tombe sous le feu de l'ennemi le 23 août 1944 à Aubervilliers, en Seine-Saint-Denis.

## Distinctions
Il reçoit à titre posthume la médaille militaire et la croix de guerre 1939-1945 avec palme par décret du 24 juin 1947, accompagnée de la citation suivante :
Citation de l'élève Jacques Lorenzi :
"Profondément pénétré des glorieuses traditions de notre histoire et animé de la foi la plus ardente dans les destinées de la patrie, rejoint résolument un groupe de combat au cours d'une permission à l'appel solennel de la résistance française. Son enthousiasme, son dynamisme, son calme sous le feu, le désignent bientôt à l'attention de ses chefs qui le chargent de missions de liaisons importantes des plus dangereuses lors des combats de la libération de Paris. Dans l'exaltation de ces journées historiques, rend des services à la cause nationale, révélant ainsi à ses compagnons de lutte d'admirables qualités de patriote et de soldat. Tombé héroïquement pour la France le 23 août 1944 à l'âge de quinze ans, se rattache à cette haute et sublime lignée d'enfants de troupe qui, depuis le tambour d'Arcole, marchent instinctivement "au canon" pour la sauvegarde des libertés françaises et la grandeur de la nation. Le sacrifice de Jacques Lorenzi comme celui de ses jeunes camarades des écoles militaires préparatoires, tombés les armes à la main dans les rangs des F.F.I. de la libération, resteront parmi les plus purs témoignages d'une ferveur patriotique intacte et de cet esprit de résistance irréductible, ayant dressé invinciblement la fleur de la jeunesse française contre les souillures de l'occupation ennemie."